# Iosîpivka, Rozdilna
Iosîpivka (în ucraineană Йо́сипівка) este un sat în comuna Zaharivka din raionul Rozdilna, regiunea Odesa, Ucraina.
Distanța până la centrul raional este de aproximativ 16 km. În apropiere este punctul de trecere al frontierei moldo-ucrainene Colosova-Iosîpivka.

## Demografie
Componența lingvistică a localității Iosîpivka
     Ucraineană (96,5%)
     Rusă (1,91%)
     Română (1,38%)
     Alte limbi (0,21%)
Conform recensământului din 2001, majoritatea populației localității Iosîpivka era vorbitoare de ucraineană (96,5%), existând în minoritate și vorbitori de română (1,38%) și rusă (1,91%).

## Istorie
În timpul celui de-al Doilea Război Mondial o parte din IAP-55 s-a aflat la Iosîpivka, pe baza aeriană avansată a aerodromului militar Bălți din Singureni.
1. ↑  „Rezultatele recensământului din 2001 cu structura lingvistică a regiunii Odesa pe localități”. Institutul Național de Statistică al Ucrainei. Arhivat din original la 23 septembrie 2015. Accesat în 25 august 2014.
2. ↑  [http://www.airwar.ru/history/av2ww/soviet/55iap/55iap.html 55-й иап в летних боях 1941 года